# الرشيدية (نينوى)
 الرشيدية تقع إلى الشمال مدينة الموصل على نهر دجلة، كانت في السابق قرية صغيرة ثم مع التوسع المعماري لمدينة الموصل انضمت إلى المدينة لتصبح حي من أحياء الموصل. كانت قبل ذلك تابعة لقضاء تلكيف. عدد سكانها في تزايد ويقدر عددهم 70 ألف نسمة. وهي من أكثر مناطق الموصل تنوعا في السكان. (عربي، تركماني، كردي)،
تقع في شمال مدينة نينوى. ومناخها يكون حار معتدل صيفاً مع سقوط امطار شتاءاًّ، ومتوسط درجة الحرارة يصل فيها إلى 19.8 درجة مئوية، وتتكون الرشيدية من ست قطعات، ويوجد في الرشيدية مستشفيات ودوائر حكومية إضافة إلى منتزهات على ضفاف دجلة.